# Comuna Logatec
Logatec (Občina Logatec) este o comună din Slovenia, cu o populație de 11.343 de locuitori (2003).

## Localități
Grčarevec, Hleviše, Hlevni Vrh, Hotedršica, Jakovica, Kalce, Lavrovec, Laze, Logatec, Medvedje Brdo, Novi Svet, Petkovec, Praprotno Brdo, Ravnik pri Hotedršici, Rovtarske Žibrše, Rovte, Vrh sv. Treh Kraljev, Zaplana, Žibrše